# Azot

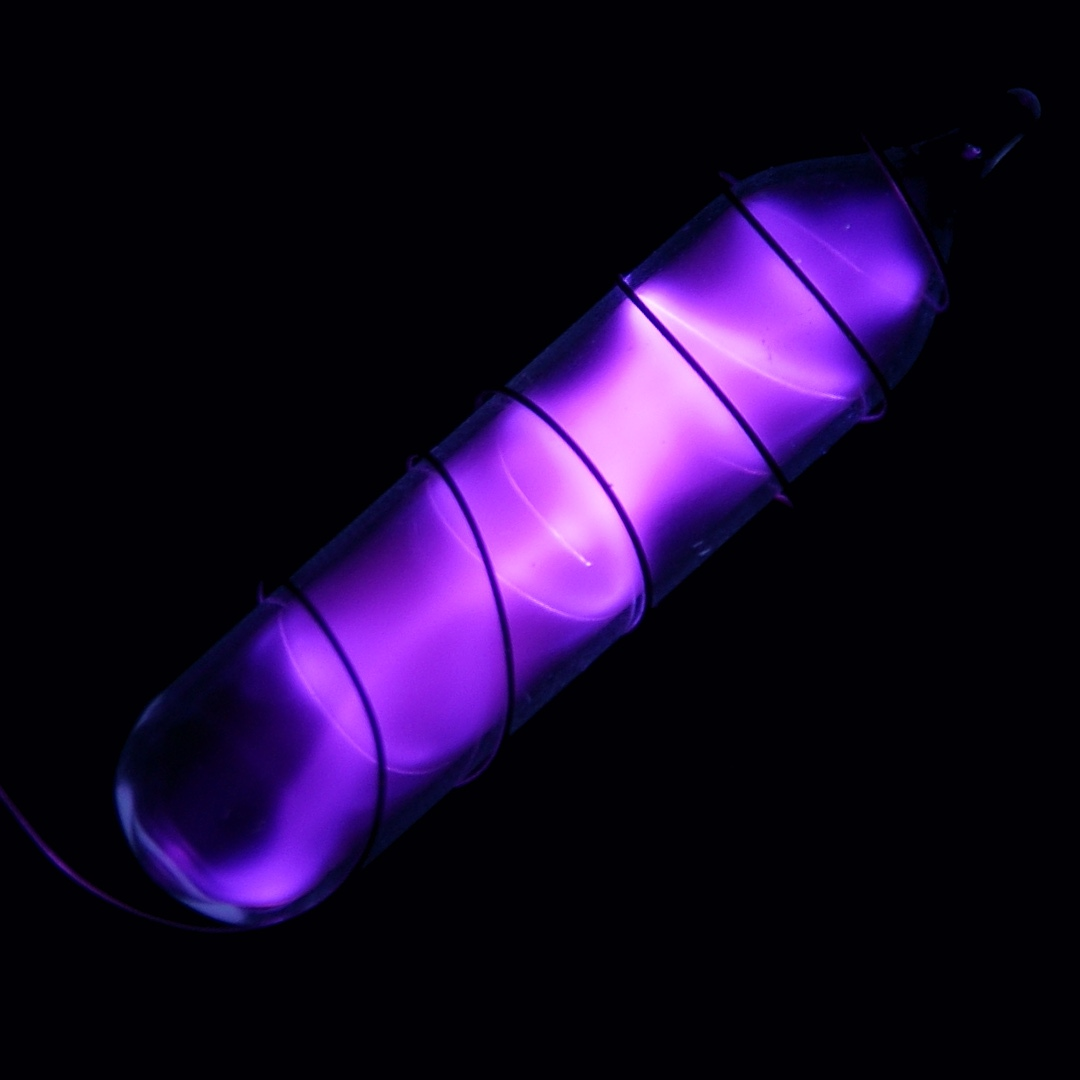
Liniile Spectrale de Azot

Azotul (sau nitrogenul) este elementul chimic din tabelul periodic care are simbolul N și numărul atomic 7. Este un gaz incolor, inodor, insipid, inert chimic în condiții obișnuite, diatomic și nemetalic, constituie 78% din atmosfera Pământului și este o parte componentă a tuturor țesuturilor vii.
Azotul formează numeroși compuși chimici, precum aminoacizii, amoniacul, azoderivați, acidul nitric, cianurile.

## Istoric
Azotul (în latină nitrum, în greacă nitron, însemnând „sodă nativă”, „geneză”, „formare”) este considerat a fi descoperit de Daniel Rutherford în 1772, care l-a numit aer fix. Faptul că exista aer care nu participa la combustie era un element cunoscut de chimiștii de la sfârșitul secolului al XVIII-lea.
Azot a fost de asemenea studiat în același timp și de Carl Wilhelm Scheele, Henry Cavendish și Joseph Priestley, care l-au numit aer ars sau aer flogisticat. Nitrogenul gazos era destul de inert, astfel încât Antoine Lavoisier l-a numit azot, de la cuvântul grecesc αζωτος, însemnând „fără viață”. Acest termen a devenit cuvântul francez pentru „nitrogen” și a fost împrumutat mai târziu și de alte limbi, printre care și româna.
Compușii azotului erau cunoscuți în Evul Mediu. Alchimiștii cunoșteau acidul azotic drept aqua fortis. Amestecul de acid azotic și acid clorhidric era numit aqua regia, fiind apreciat pentru capacitatea sa de a dizolva aurul. Primele aplicații în industrie și agricultură ale azotului au fost sub formă de salpetru (nitrat de sodiu sau nitrat de potasiu), în principal la fabricarea prafului de pușcă, iar apoi ca îngrășământ.

## Structură atomică
Atomul de azot are 7 protoni, 7 neutroni și 7 electroni.

## Izotopi
Există doi izotopi stabili ai azotului: 14N și 15N. Cel mai cunoscut este, de departe, 14N (99,634%), care este produs în procesul de formare a stelelor și ceea ce rămâne este 15N. Dintre cei zece izotopi produși sintetic, 13N are o perioadă de înjumătățire de nouă minute, iar ceilalți izotopi există doar pentru câteva secunde sau chiar mai puțin. Reacțiile legate de biologie ale azotului (de exemplu asimilația, nitrificarea și denitrificarea) influențează puternic dinamica sa în sol. Din aceste reacții rezultă mai mereu 15N, ceea ce duce la o îmbogățire a substratului în acest izotop. 
Deși precipitațiile conțin cantități egale de amoniu și nitrați, deoarece amoniul este reținut în mod special de corola pădurilor în comparație cu nitrații din atmosferă, cea mai mare parte de azot atmosferic care ajunge la suprafața solului este sub formă de nitrați. Aceștia sunt asimilați preferențial de rădăcinile copacilor în comparație cu amoniul din sol.

## Proprietăți

### Proprietăți fizice
Azotul este un nemetal. Azotul pur este un gaz diatomic, incolor și cuprinde 78.08% din atmosfera Pământului. Este mai ușor ca aerul. Condensează la 77 K la presiune normală de fierbere (atmosferică), și îngheață la 63 K. Azotul lichid este folosit adesea ca substanță criogenică.

### Proprietăți chimice
1. Interacțiunea cu nemetalele;
2. Interacțiunea cu metalele;
3. Interacțiunea cu hidrogenul.

Electronegativitatea e de 3,0. Are cinci electroni pe ultimul strat și de aceea este de obicei trivalent. 
Este nereactiv la temperatura camerei. Nu întreține arderea. Este un diluant al oxigenului din aer, în absența lui din aer arderile ar fi foarte intense.

## Compuși
Principalul compus al azotului este amoniacul (NH3) deși hidrazina (N2H4) este și ea cunoscută. Amoniacul este oarecum mai simplu decât apa și în soluție formează ionul amoniu (NH4+). Amoniacul lichid este de fapt amfiprotic și formează ioni de amoniu și de amidură (NH2-); amidele și nitrilii (N3-) sunt cunoscuți, dar se descompun la hidroliză.
Oxizii cei mai răspândiți, trioxidul de azot (N2O3) și pentoxidul de azot (N2O5) sunt oarecum instabili și explozivi. Acizii corespunzători sunt acidul nitros (HNO2) și acidul nitric (HNO3), cu sărurile corespunzătoare numite nitriți și nitrați. Acidul nitric este unul dintre puținii acizi mai tari decât ionul hidroniu (H3O+).

## Răspândire
Nitrogenul este, cantitativ, cea mai mare componentă a atmosferei Pământului (78,084% după volum, 75,5% după greutate) și este obținut pentru scopuri industriale prin distilarea fracțională a aerului lichefiat sau prin mijloace mecanice (de exemplu, prin membrana de osmoză cu inversarea presiunii).
Compuși care conțin acest element au fost observați în spațiu. 14N este creat în procesul de fuziune nucleară în stele. Azotul molecular este un constituent și al atmosferei lui Titan și a fost detectat în spațiul interstelar de David Knauth și colaboratorii săi. În atmosfera terestră înaltă la peste 200 km este prezent azotul atomic.
Azotul este o componentă mare a excrementelor animale (de exemplu, guano), de obicei sub forma ureei, a acidului uric și compuși ai acestor produși.
Azotul molecular din atmosferă este relativ nereactiv, dar, în natură, este încet convertit în compuși folositori biologic (și industrial) pentru unele organisme, notabile fiind unele bacterii (vezi Rol biologic mai jos). Abilitatea de a se combina sau de a fixa azotul este o trăsătură esențială în industria chimică modernă, unde azotul și aerul sunt transformate în amoniac prin procesul Haber. Amoniacul, la rândul lui, poate fi folosit direct ca îngrășământ sau ca un precursor al multor altor materiale importante, precum explozibilii, de cele mai multe ori prin producția de acid nitric prin procesul Ostwald.
Sărurile acidului nitric includ compuși importanți, precum nitratul de potasiu (sau salpetru, important din punct de vedere istoric datorită utilizării sale la fabricarea prafului de pușcă) și nitratul de amoniu, un îngrășământ important. Diferiți alți compuși organici nitrați, cum sunt nitroglicerina și trinitrotoluenul, sunt folosiți ca explozibili. Acidul nitric este folosit ca agent oxidant la rachetele care au combustibil lichid. Hidrazina și derivații ei sunt folosiți drept combustibili pentru rachete.
De asemenea este folosit la producerea de protoxid de azot (N2O), gaz ilariant, folosit in anesteziologie.

## Producere
Azotul se poate separa din aer prin fixarea oxigenului sau prin procese de reducere sau oxidare a unor combinații unde este prezent.

### Preparare în laborator
Se poate prepara din aer prin separarea chimică a oxigenului din aer la trecerea aerului peste cupru încălzit la roșu sau printr-o soluție alcalină de pirogalol.

## Utilizări

### Azot molecular (gaz și lichid)
Azotul gazos este produs din azot lichid prin încălzire apoi evaporare. Are numeroase utilizări, incluzând faptul că este folosit ca atmosferă protectoare atunci când nu se dorește o reacție redox;
- la păstrarea prospețimii mâncărurilor împachetate (prin amânarea râncezirii și altor forme de degradare oxidativă)
- la acoperirea explozibililor lichizi pentru siguranță
- la producția de componente electronice precum tranzistori, diode și circuite integrate
- la producerea oțelului inoxidabil
- pentru umplerea camerelor roților avioanelor și autovehiculelor datorită inerției sale și lipsei de umiditate și a calităților oxidative, spre deosebire de aer (deși nu este necesar pentru automobilele obișnuite  Arhivat în 30 ianuarie 2010, la Wayback Machine.)

Atmosfera este în principal un amestec de azot și oxigen (sub formă de N2 și O2), 
Un alt exemplu al adaptabilității sale este utilizarea ca o alternativă la dioxidul de carbon pentru presurizarea dozelor unor tipuri de bere, în special cele scoțiene și engleze, datorită bulelor mai mici pe care le produce, ceea ce face berea să arate mai bine.
Azotul lichid este produs industrial în cantități mari prin distilarea din aerul lichefiat, care este reprezentat de obicei prin cvasi-formula LN2 (deși se scrie mai corect N2(l)). Este un lichid de criogenic (foarte rece) care produce degerături instantaneu la contactul direct cu țesuturile vii.
Proprietatea lui de a menține temperaturile mult sub temperatura de îngheț a apei chiar când se evaporă (77 K, -196 °C sau -320 °F) îl face extrem de util într-o varietate de aplicații ca refrigerent, printre care:
- la înghețarea și transportul produselor alimentare
- la criogenarea corpurilor, celulelor reproductive (spermă și ovule) și probe și materiale biologice
- în studiul criogeniei
- pentru demonstrații în educația științifică
- ca răcitor pentru senzori de infraroșu și amplificatoare de frecvență joasă
- în dermatologie, pentru eliminarea posibilelor excrescențe canceroase
- ca răcitor pentru suprasolicitarea unei unități centrale de procesare, a unei unități de procesare grafică sau a altei componente hardware

## Rolul elementului în biologie
Azotul este o parte esențială în componența aminoacizilor și a acizilor nucleici, ceea ce îl face vital.
Legumele precum planta de soia pot absorbi azotul direct din aer, deoarece au rădăcini cu noduli plini de bacterii care îl transformă în amoniac, prin procesul numit fixarea azotului. Leguma transformă ulterior amoniacul în oxizi ai azotului și aminoacizi, pentru a forma proteine.

## Măsuri de protecție chimică
Îngrășămintele cu nitrați sunt luați de ape și reprezintă o sursă majoră de poluare. Compușii care conțin grupa ciano (-CN) formează săruri extrem de otrăvitoare, care sunt letale multor animale, incluzând toate mamiferele.